# Acuífero de Cascajal
El acuífero de Cascajal es un yacimiento y flujo de agua aluvial subterráneo ubicado en el distrito de Huarmey, en la provincia homónima de la región Áncash en Perú. 
El acuífero de Cascajal se conecta con el acuífero de Huarmey en la zona donde se encuentra la comunidad 9 de octubre. La zona de reforestación A del bosque de Huarmey se encuentra encima del acuífero de Cascajal.

## Descripción
El acuífero de Cascajal posee una extensión de 12,11 km2 conformada por depósitos de aluviales y coluviales del cuaternario. El acuífiero tiene características heterogéneas en sus distintos puntos, con estratos permeables de arena, grava y guijarros separados de un estrato limoso menos permeable. El nivel freático del acuífero es discontinuo, variando entre 1 a 46 metros de acuerdo a estudios del 2012 y 2015.
Los flujos en el acuífero van de este a oeste. El agua del acuífero de Cascajal es considerada de salobre a salina.El valle de Huarmey recibe las aguas del acuífero de Cascajal.

## Estudios de calidad de aguas

### 2005
En 2005 Antamina realizó un estudio hidrogeológico con el objetivo de determinar el impacto de las actividades de riego sobre los acuíferos Cascajal y Huarmey. El estudio mostró que las actividades de irrigación del bosque de Huarmey había generado un incremento en la napa freática del acuífero de Cascajal. Ante este resultado, Antamina construyó dos pozas para almacenamiento del agua tratada así como la modificación de la forma de irrigación: de riego por inundación se pasó a riego tecnificado.

### 2012
Un estudio de la calidad del agua del acuífero a partir de muestras tomadas en varios pozos del 12 al 16 de marzo de 2012 mostraron cantidades por encima los estándares de calidad establecidos para aguas de la clase III ("Aguas para riego de vegetales de consumo crudo y bebida de animales") en la Ley general de aguas para los siguientes metales pesados y metaloides:
| Elemento | Pozo de muestreo | Muestra mg/L | LGA (1969) riego y animales mg/L | ECA (2008) riego de plantas mg/L | ECA (2008) bebida de animales mg/L | Canada (1997) riego de plantas mg/L | Canada (1997) riego de plantas mg/L |
| -------- | ---------------- | ------------ | -------------------------------- | -------------------------------- | ---------------------------------- | ----------------------------------- | ----------------------------------- |
| Plomo    | GA-B9            | 0.1436       | 0.1000                           | 0.0500                           | 0.0500                             |                                     |                                     |
| Mercurio | GA-B9            | 0.0316       | 0.0100                           | 0.0010                           | 0.0010                             |                                     |                                     |
| Arsénico | GA-B9            | 0.1          | 0.2000                           | 0.0500                           | 0.1000                             | 0.1000                              | 0.0250                              |
| Selenio  | GA-B3            | 0.1144       |                                  | 0.0500                           | 0.0500                             |                                     |                                     |